# 費明頓馬場

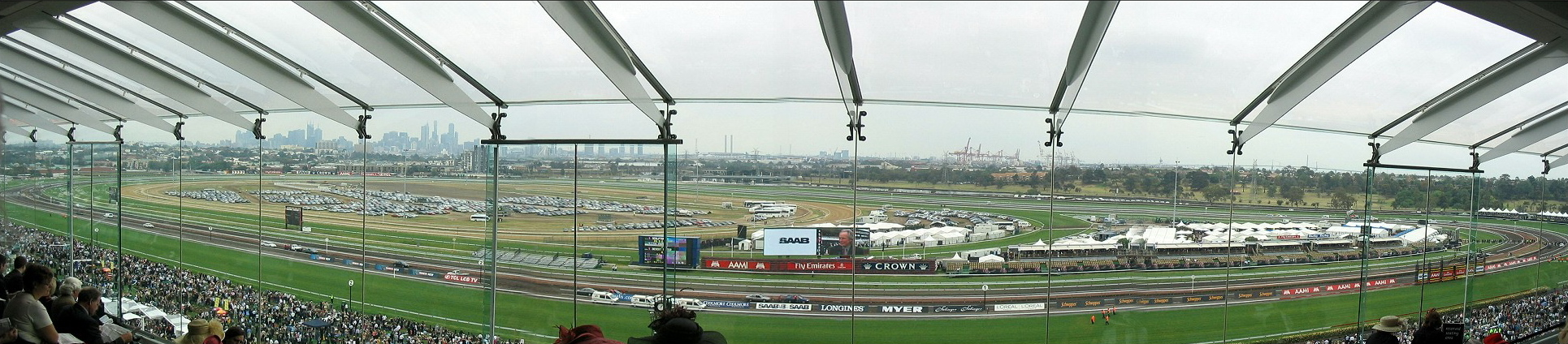
费莱明顿赛马场

费莱明顿赛马场（英語：Flemington Racecourse）是澳大利亚墨尔本最主要的赛马场，位于墨尔本市东北方，距离市中心20分钟车程。
費明頓馬場原名墨爾本賽馬場，在墨爾本建城後五年（即1840年）開始營運，使其成為澳洲歷史最悠久的市區賽馬場。

## 設施
马场可容納超過120,000人，並擁有三座看台。
參賽馬匹以左轉方向進行競逐，即跑逆時針方向。跑道十分平坦，週長二三一二米，闊三十米。直路彎延展甚長，直路長達四百五十米。

## 重要賽事
于费莱明顿马场举行的最重要的盛事便是國際一級賽墨爾本盃。
其餘的國際一級賽包括古摩亞育馬場錦標、澳洲盃、澳洲堅尼、閃電錦標、戴花錦標、龍舌蘭錦標、帝國玫瑰錦標、麥堅倫錦標、新市場讓賽、維多利亞賽馬會短途經典賽、東寶錦標、維多利亞打吡和維多利亞橡樹大賽。

## 外部連結
- 維多利亞賽馬俱樂部官方網站 （页面存档备份，存于）
- 費明頓馬場 at Austadiums
- 費明頓馬場的賽馬結果 （页面存档备份，存于）